# 大慧會教団
大慧會教団（だいえいかいきょうだん）は、石倉保助と石倉マツヱによって設立された、日蓮系・法華系の新宗教である。いわゆる霊友会系教団の一つ。大慧会教団などと新字体で表記されることもある。

## 設立者
- 石倉保助（教団での尊称：法明さま）[1]
- 石倉マツヱ（教団での尊称：普明さま）[1]

## 教義
西田無学が提唱した在家による法華経の先祖供養。法華経をもって在家による先祖供養を行い、祖先・家族・社会の調和を目指す。本尊は釈迦牟尼世尊、また大慧大国天神を安置、霊感や物質的な果報を授けるという。

## 沿革
石倉保助は島根県松江市の洋服屋を経営する父母の子として生れる。祖父が敬神崇祖に厚く、その影響を受けて育った。石倉家は日蓮宗寺院の檀家総代を務めたという。のち成長して大阪に出て商店の店員となり、番頭や総支配人になる。この間に石倉マツヱと結婚。1933年（昭和8年）に自身の商店が倒産寸前となり、東京の知人の勧めにより霊友会に入信した。先祖供養の修行を行い、1934年（昭和9年）に身延山七面山参拝の途中、「汝は妙法蓮華経五百弟子受記品第8の使命なり」との声を聞いたという。昭和10年に霊友会の第8支部が発足、支部長となる。1936年（昭和11年）に御旗組に加えられ。この頃に日蓮真筆とされる大黒天を祀る。店の経営を立て直して、1938年（昭和13年）に独立した。1949年（昭和24年）の霊友会における脱税事件の際には、有力幹部が次々と去り、霊友会系教団が生まれたが、石倉は最後まで留まり事態の収拾にあたった。後に霊友会から独立し、「速やかに一宗を開き、その使命を達成せよ」との日蓮の啓示により、1951年（昭和26年）2月10日に大慧會教団を開教した。1953年（昭和28年）8月に宗教法人認可。
1988年（昭和63年）1月、石倉夫婦の次男石倉恒男が会長に就いた。
本部は大阪府堺市東区大美野で、会員は全国区に存在するが、近畿地方、特に姫路を中心に信徒が多いとされる。